# Jewgeni Kazura
Jewgeni Kazura (russisch Евгений Кацура; * 1937; † 9. März 1967) war ein sowjetischer Gewichtheber.

## Werdegang
Jewgeni Kazura kam als Jugendlicher, nachdem er als Junge geturnt hatte, zum Gewichtheben. Unter der Anleitung seines Trainers Alexander Grigorjew kam er rasch voran. Seit 1961 gehörte er zur Weltelite, zuerst im Federgewicht (bis 60 kg Körpergewicht) und dann im Leichtgewicht (bis 67,5 kg Körpergewicht). Er wurde Welt- und Europameister, wurde aber bei den Olympischen Spielen 1964 nicht eingesetzt.
Jewgeni Kazura war Offizier in der Sowjetarmee. Im März 1967 verursachte er in betrunkenem Zustand mit seinem Auto einen Verkehrsunfall mit tödlichem Ausgang. Diese Tatsache konnte er wahrscheinlich nicht verkraften, denn er beging am 9. März 1967 Selbstmord.

## Internationale Erfolge
- 1962, 1. Platz, Grand Prix von Moskau, Fe, mit 352,5 kg, vor Szabo, Ungarn, 345 kg und Medwedew, UdSSR, 342,5 kg,
- 1962, 2. Platz, WM + EM in Budapest, Fe, mit 357,5 kg, hinter Jewgeni Minajew, UdSSR, 362,5 kg und vor Rudolf Kozlowski, Polen, 352,5 kg;
- 1963, 1. Platz, Grand Prix von Moskau, Fe, mit 357,5 kg, vor Fitzi Bals, Rumänien, 355 kg und Tschao Min-Tschan, China, 350 kg;
- 1964, 1. Platz, EM in Moskau, Fe, mit 365 kg, vor Balas, 362,5 kg und Imre Földi, Ungarn, 360 kg;
- 1965, 1. Platz, Grand Prix von Moskau, Le, mit 422,5 kg, vor Sergei Lopatin, UdSSR, 420 kg und Bagocs, Ungarn, 365 kg;
- 1966, 1. Platz, Grand Prix von Riga, Le, mit 427,5 kg, vor Marian Zieliński, Polen, 425 kg und Wladimir Kaplunow, UdSSR, 412,5 kg;
- 1966, 1. Platz, Baltic Cup, Le, mit 420 kg, vor Novak, Polen, 380 kg und Uwe Kliche, Deutschland, 367,5 kg;
- 1966 1. Platz, WM + EM in Berlin, Le, mit 437,5 kg, vor Zieliński, 410 kg und Parviz Jalayer, Iran, 405 kg.

## UdSSR-Meisterschaften
- 1961, 3. Platz, Fe, mit 350 kg, hinter Minajew, 365 kg, und Medvedev, 352,5 kg;
- 1962, 1. Platz, Fe, mit 355 kg, vor Medvedev, 350 kg und Rafael Tschimischkian, 342,5 kg;
- 1964, 1. Platz, Fe, mit 367,5 kg;
- 1965, 2. Platz, Le, mit 415 kg, hinter Lopatin, 420 kg, und vor Nogaitschwe, 407,5 kg;
- 1966, 1. Platz, Le, mit 417,5 kg, vor Nogaitschew, 407,5 kg und Petro Korol, 400 kg.

## Weltrekorde
im olympischen Dreikampf:
- 437,5 kg, 1966 in Berlin, Le.

| Personendaten    | Personendaten             |
| ---------------- | ------------------------- |
| NAME             | Kazura, Jewgeni           |
| ALTERNATIVNAMEN  | Евгений Кацура (russisch) |
| KURZBESCHREIBUNG | sowjetischer Gewichtheber |
| GEBURTSDATUM     | 1937                      |
| STERBEDATUM      | 9. März 1967              |